# البرار (مبين)

تعديل مصدري - تعديل

البرار هي إحدى قرى عزلة الجبر بمديرية مبين التابعة لمحافظة حجة، بلغ تعداد سكانها 283 نسمة حسب تعداد اليمن لعام 2004.